# Departamento Robles
Das Departamento Robles liegt im Zentrum der Provinz Santiago del Estero im Nordwesten Argentiniens und ist eine von 27 Verwaltungseinheiten der Provinz. 
Es grenzt im Norden an die Departamentos Banda und Figueroa, im Osten an das Departamento Sarmiento, im Süden an das Departamento San Martín und im Westen an das Departamento Capital. 
Die Hauptstadt des Departamento Robles ist Fernández.

## Städte und Gemeinden
Das Departamento Robles ist in folgenden Gemeinden aufgeteilt:
- Beltrán
- Colonia El Simbolar
- Fernández
- Ingeniero Forres
- Villa Robles
- Vilmer